# Reugny (Allier)
Pour les articles homonymes, voir Reugny.
Reugny est une commune française, située dans le département de l'Allier en région Auvergne-Rhône-Alpes.

## Géographie

### Localisation
Reugny est située au nord-ouest du département de l'Allier.

### Communes limitrophes
Ses communes limitrophes sont :
|       | Nassigny      | Haut-Bocage (Maillet)   |
| Audes | Reugny        | Haut-Bocage (Givarlais) |
| Vaux  | Estivareilles |                         |

### Hydrographie

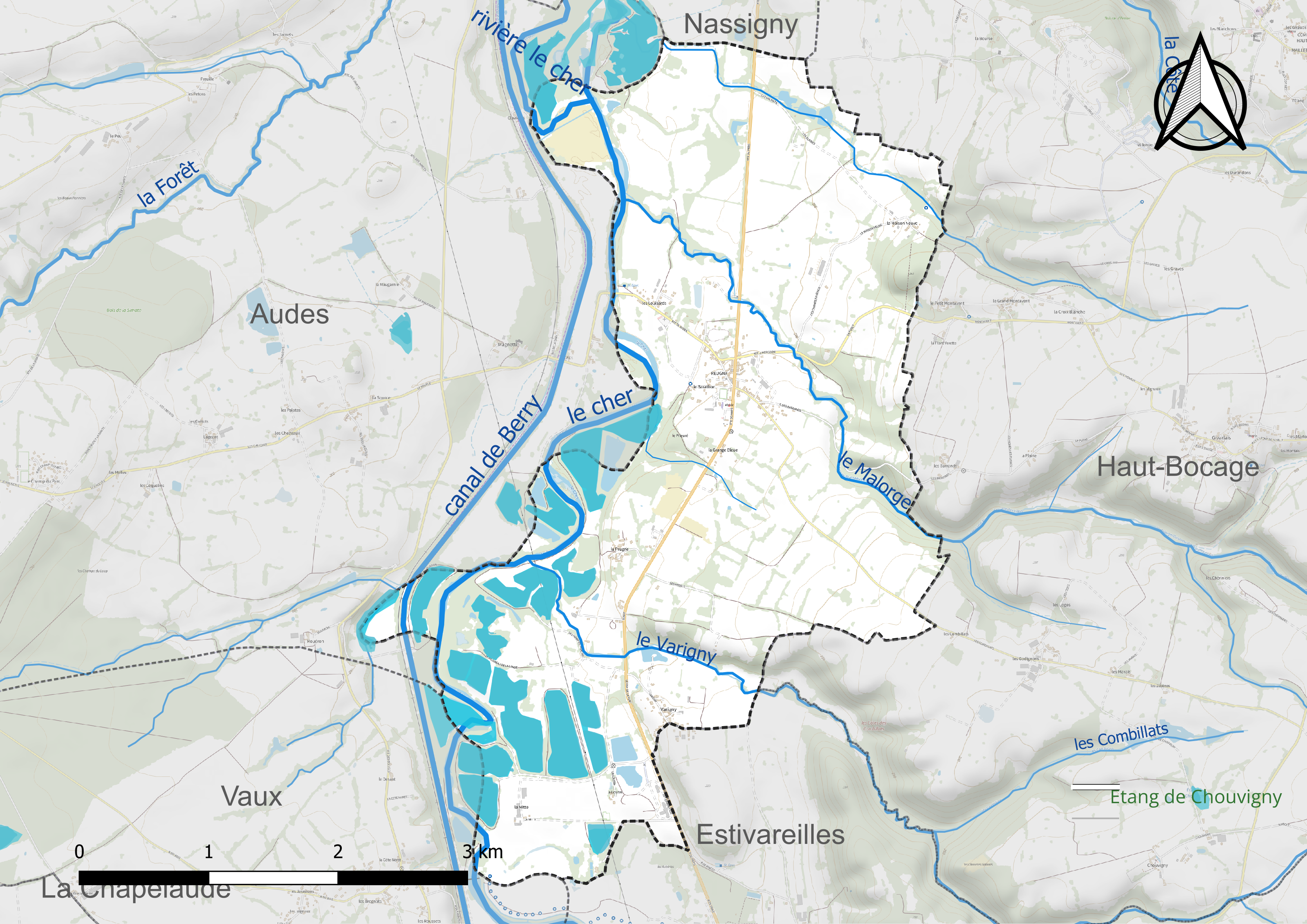
Carte hydrographique de la commune.

La commune est traversée par le Cher, un affluent de la Loire et le canal de Berry.
Le Malorge et le Varigny y confluent dans le Cher, qui est environné d'étangs et de zones humides.

### Climat
Pour des articles plus généraux, voir Climat d'Auvergne-Rhône-Alpes et Climat de l'Allier.
En 2010, le climat de la commune est de type climat océanique dégradé des plaines du Centre et du Nord, selon une étude du CNRS s'appuyant sur une série de données couvrant la période 1971-2000. En 2020, Météo-France publie une typologie des climats de la France métropolitaine dans laquelle la commune est dans une zone de transition entre le climat océanique altéré et le climat de montagne ou de marges de montagne et est dans la région climatique Ouest et nord-ouest du Massif Central, caractérisée par une pluviométrie annuelle de 900 à 1 500 mm, maximale en automne et en hiver.
Pour la période 1971-2000, la température annuelle moyenne est de 11,6 °C, avec une amplitude thermique annuelle de 15,5 °C. Le cumul annuel moyen de précipitations est de 716 mm, avec 10,2 jours de précipitations en janvier et 7,3 jours en juillet. Pour la période 1991-2020, la température moyenne annuelle observée sur la station météorologique de Météo-France la plus proche, sur la commune de Montluçon à 14 km à vol d'oiseau, est de 12,0 °C et le cumul annuel moyen de précipitations est de 637,1 mm,. Pour l'avenir, les paramètres climatiques de la commune estimés pour 2050 selon différents scénarios d'émission de gaz à effet de serre sont consultables sur un site dédié publié par Météo-France en novembre 2022.

## Urbanisme

### Typologie
Au 1er janvier 2024, Reugny est catégorisée commune rurale à habitat dispersé, selon la nouvelle grille communale de densité à 7 niveaux définie par l'Insee en 2022.
Elle est située hors unité urbaine. Par ailleurs la commune fait partie de l'aire d'attraction de Montluçon, dont elle est une commune de la couronne,. Cette aire, qui regroupe 58 communes, est catégorisée dans les aires de 50 000 à moins de 200 000 habitants,.

### Occupation des sols

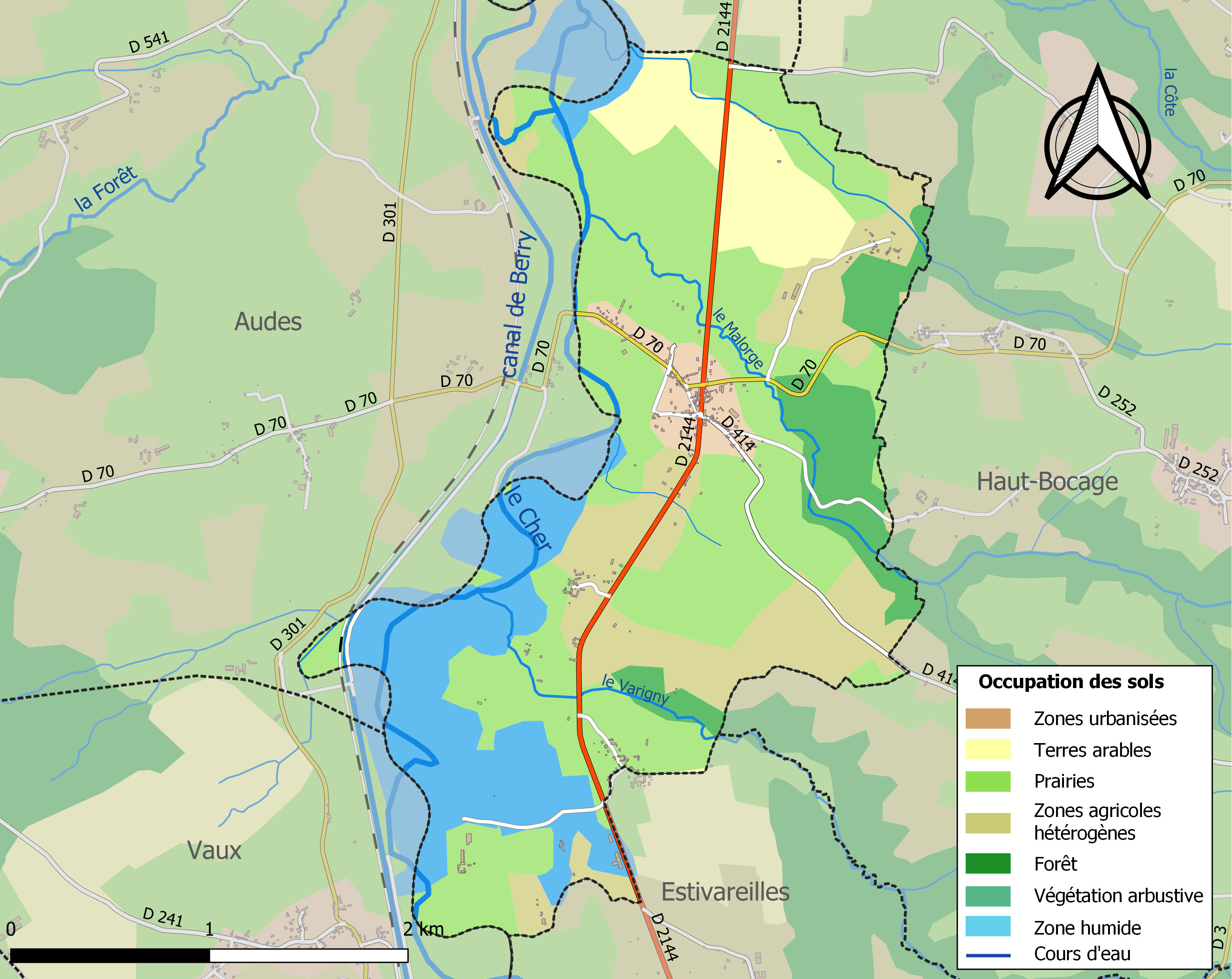
Carte des infrastructures et de l'occupation des sols de la commune en 2018 (CLC).

L'occupation des sols de la commune, telle qu'elle ressort de la base de données européenne d’occupation biophysique des sols Corine Land Cover (CLC), est marquée par l'importance des territoires agricoles (71 % en 2018), en diminution par rapport à 1990 (74,7 %). La répartition détaillée en 2018 est la suivante : prairies (44,6 %), zones agricoles hétérogènes (18,5 %), eaux continentales (16,7 %), forêts (8,7 %), terres arables (7,9 %), zones urbanisées (3,6 %).
L'IGN met par ailleurs à disposition un outil en ligne permettant de comparer l’évolution dans le temps de l’occupation des sols de la commune (ou de territoires à des échelles différentes). Plusieurs époques sont accessibles sous forme de cartes ou photos aériennes : la carte de Cassini (XVIIIe siècle), la carte d'état-major (1820-1866) et la période actuelle (1950 à aujourd'hui).

### Habitat et logement
En 2020, le nombre total de logements dans la commune était de 146, alors qu'il était de 144 en 2015 et de 141 en 2010.
Parmi ces logements, 77,4 % étaient des résidences principales, 6,2 % des résidences secondaires et 16,4 % des logements vacants. Ces logements étaient pour 100 % d'entre eux des maisons individuelles et pour 0 % des appartements.
Le tableau ci-dessous présente la typologie des logements à Reugny en 2020 en comparaison avec celle de l'Allier et de la France entière. Une caractéristique marquante du parc de logements est ainsi une proportion de résidences secondaires et logements occasionnels (6,2 %) inférieure à celle du département (7,2 %) et  à celle de la France entière (9,7 %). Concernant le statut d'occupation de ces logements, 92 % des habitants de la commune sont propriétaires de leur logement (87,2 % en 2015), contre 65,1 % pour l'Allier et 57,5 pour la France entière.
| Typologie                                               | Reugny | Allier | France entière |
| ------------------------------------------------------- | ------ | ------ | -------------- |
| Résidences principales (en %)                           | 77,4   | 77,9   | 82,1           |
| Résidences secondaires et logements occasionnels (en %) | 6,2    | 7,2    | 9,7            |
| Logements vacants (en %)                                | 16,4   | 14,9   | 8,2            |

### Voies de communication et transports
Le territoire communal est traversé par la route départementale (RD) 2144, ancienne route nationale 144 reliant Bourges à Montluçon, ainsi que les RD 70 (vers La Chapelaude à l'ouest et Haut-Bocage à l'est) et 414.

## Politique et administration

### Rattachements administratifs et électoraux

#### Rattachements administratifs
La commune se trouve dans l'arrondissement de Montluçon du département de l'Allier.
Elle faisait partie depuis 1801 du canton de Hérisson. Dans le cadre du redécoupage cantonal de 2014 en France, cette circonscription administrative territoriale a disparu, et le canton n'est plus qu'une circonscription électorale.

#### Rattachements électoraux
Pour les élections départementales, la commune fait partie depuis 2014 du canton d'Huriel
Pour l'élection des députés, elle fait partie de la deuxième circonscription de l'Allier.

### Intercommunalité
Reugny  est membre de la communauté de communes du Val de Cher, un établissement public de coopération intercommunale (EPCI) à fiscalité propre créé en 2000 et auquel la commune a transféré un certain nombre de ses compétences, dans les conditions déterminées par le code général des collectivités territoriales.

### Liste des maires
| Période                                  | Période                        | Identité                  | Étiquette | Qualité |
| ---------------------------------------- | ------------------------------ | ------------------------- | --------- | --- |
| Les données manquantes sont à compléter. |                                |                           |           | |
| 1793                                     | 1796                           | Duceau                    |           | |
| 1796                                     | 1798                           | Gilbert Chevalier         |           | |
| 1798                                     | 1804                           | Jacques Lamichel          |           | |
| 1804                                     | 1813                           | Jean-Baptiste Deménitroux |           | |
| 1813                                     | 1831                           | Antoine-Joseph Notaris    |           | |
| 1831                                     | 1861                           | Jacques Chômet            |           | |
| 1861                                     | 1865                           | Auguste Gueston           |           | |
| 1865                                     | 1878                           | Victor Chômet             |           | |
| 1878                                     | 1884                           | Amédée Maugenest          |           | |
| 1884                                     | 1904                           | Philippe Giraud           |           | |
| 1904                                     | 1912                           | Pierre Pinguet            |           | |
| 1912                                     | 1925                           | Aujon                     |           | |
| 1925                                     | 1935                           | Jean Pinguet              |           | |
| 1941                                     | 1944                           |                           |           | Délégation spéciale |
| 1944                                     | 1945                           | Jean Pinguet              |           | Municipalité provisoire |
| 1945                                     | 1963                           | Jean Pinguet              |           | Démissionnaire |
| 1963                                     | mars 1971                      | Monsieur Lorcery          |           | |
| mars 1971                                | 1987                           | Marcel Messonnier         |           | Mort en fonction |
| 1987                                     | mars 2001                      | Christian Galopier        |           | |
|                                          |                                |                           |           | |
| 2003                                     | 2014                           | Alice Lachassagne         | PCF       | |
| 2014                                     | 31 mai 2023                    | Bernard Garson,           |           | Architecte naval puis artisan menuisier Vice-président de la CC du Val de Cher (? → 2023) Président de l’Association pour la promotion du canal de Berry Mort en fonction |
| septembre 2023                           | En cours (au 30 novembre 2023) | Philippe Charvéron        |           | Cadre retraité |

## Population et société

### Démographie
L'évolution du nombre d'habitants est connue à travers les recensements de la population effectués dans la commune depuis 1793. Pour les communes de moins de 10 000 habitants, une enquête de recensement portant sur toute la population est réalisée tous les cinq ans, les populations de référence des années intermédiaires étant quant à elles estimées par interpolation ou extrapolation. Pour la commune, le premier recensement exhaustif entrant dans le cadre du nouveau dispositif a été réalisé en 2005.

En 2022, la commune comptait 262 habitants, en évolution de +3,56 % par rapport à 2016 (Allier : −1,38 %, France hors Mayotte : +2,11 %).
| 1793 | 1800 | 1806 | 1821 | 1831 | 1836 | 1841 | 1846 | 1851 |
| ---- | ---- | ---- | ---- | ---- | ---- | ---- | ---- | ---- |
| 272  | 237  | 269  | 307  | 287  | 282  | 311  | 321  | 321  |

| 1856 | 1861 | 1866 | 1872 | 1876 | 1881 | 1886 | 1891 | 1896 |
| ---- | ---- | ---- | ---- | ---- | ---- | ---- | ---- | ---- |
| 325  | 327  | 338  | 325  | 328  | 339  | 352  | 362  | 366  |

| 1901 | 1906 | 1911 | 1921 | 1926 | 1931 | 1936 | 1946 | 1954 |
| ---- | ---- | ---- | ---- | ---- | ---- | ---- | ---- | ---- |
| 347  | 334  | 345  | 288  | 275  | 256  | 247  | 260  | 291  |

| 1962 | 1968 | 1975 | 1982 | 1990 | 1999 | 2005 | 2006 | 2010 |
| ---- | ---- | ---- | ---- | ---- | ---- | ---- | ---- | ---- |
| 291  | 275  | 280  | 300  | 263  | 272  | 269  | 268  | 264  |

| 2015 | 2020 | 2022 | - | - | - | - | - | - |
| ---- | ---- | ---- | - | - | - | - | - | - |
| 253  | 253  | 262  | - | - | - | - | - | - |

## Culture locale et patrimoine

### Lieux et monuments

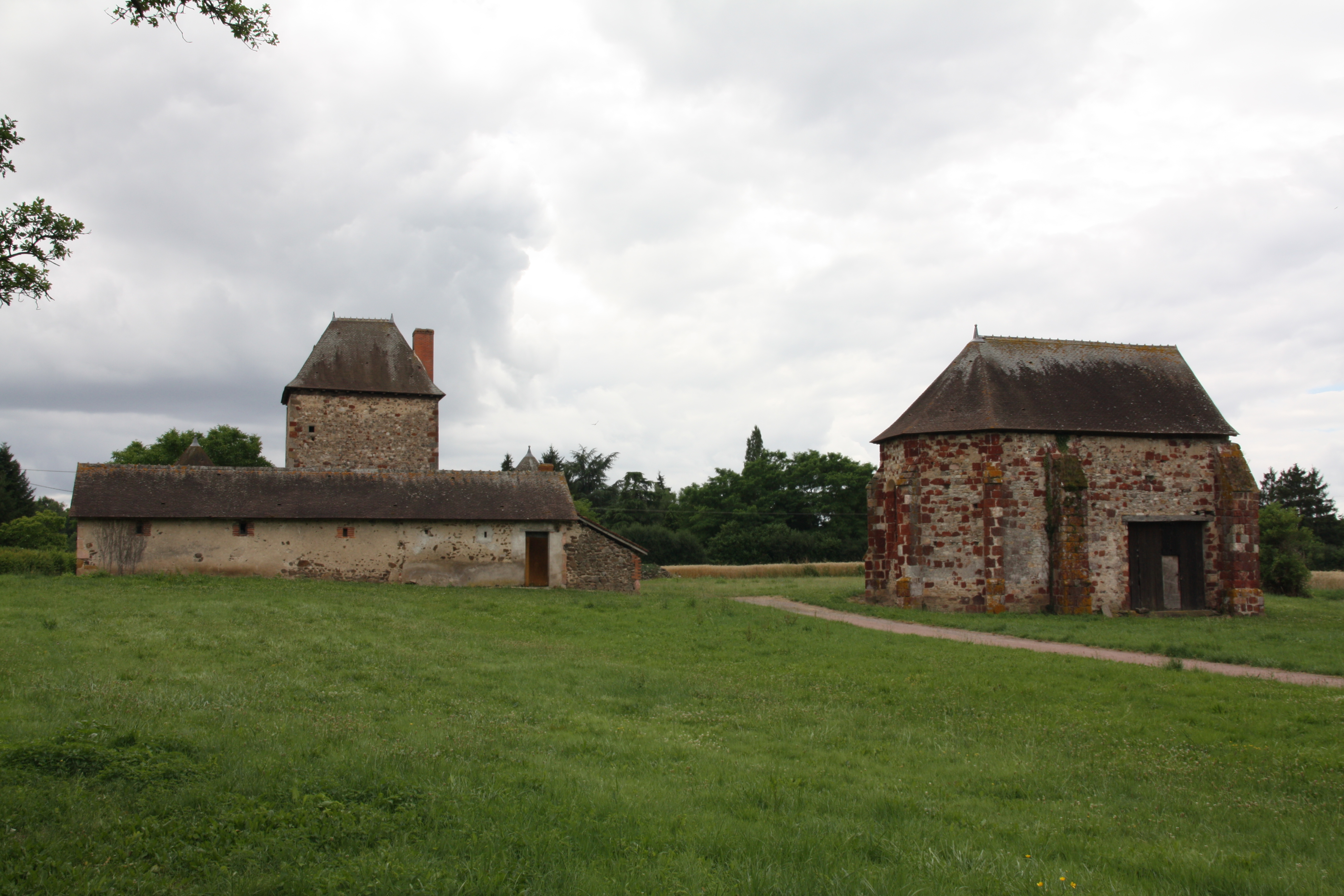
Ancien prieuré Notre-Dame.

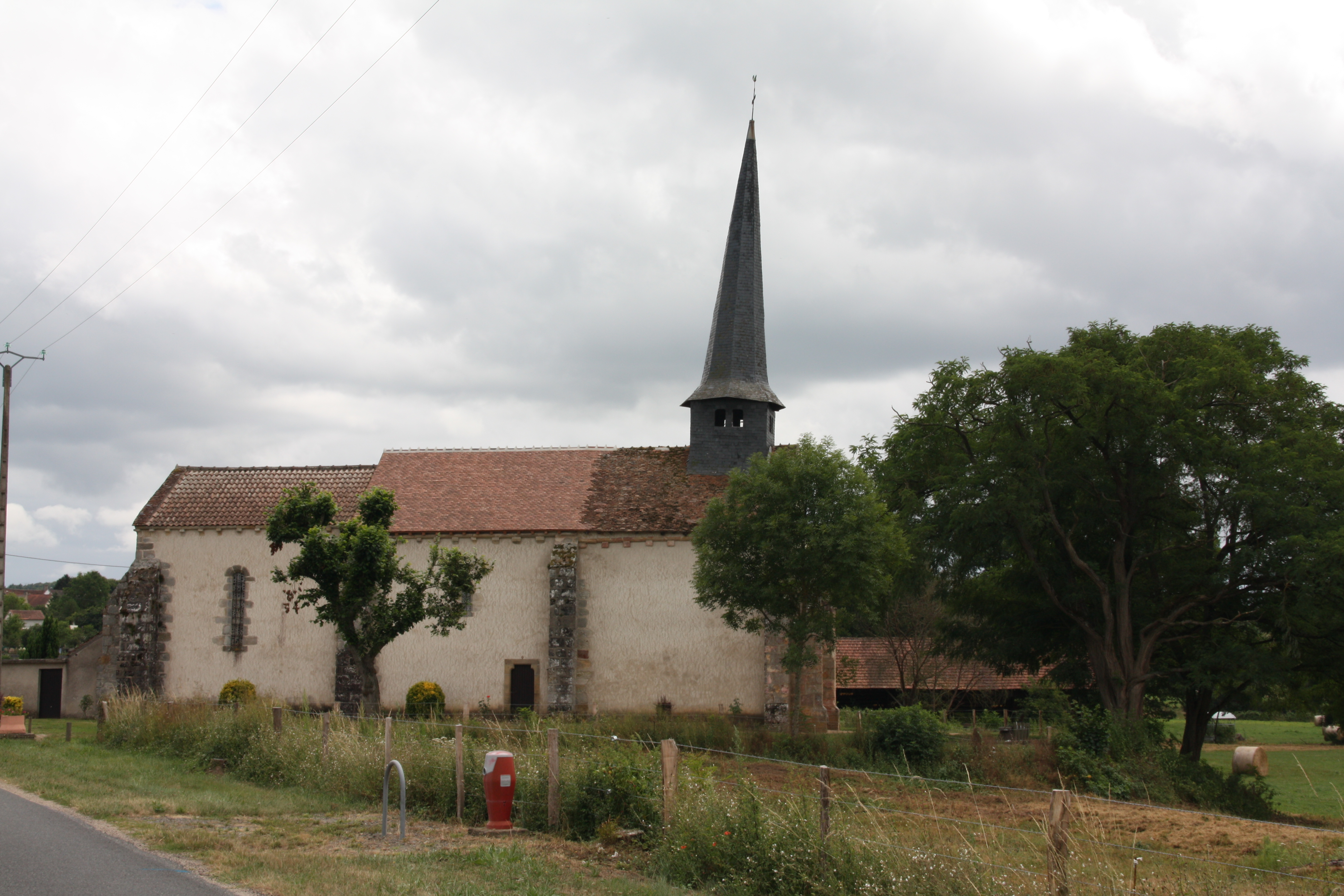
Église paroissiale Saint-Martin.

- Église Saint-Martin : nef romane, abside du XIIIe siècle, pietà de pierre du XVe siècle.
- Ancien prieuré Notre-Dame, acquis par la commune en 2021 et en cours de restauration[21],[22] : chapelle du XVe siècle. Le prieuré de Reugny se composait d'une tour quadrangulaire, sorte de donjon, d'environ douze mètres de hauteur, dans laquelle se trouvait le logement des religieux. La façade de ce bâtiment était flanquée de deux tours à toiture en forme de poivrière, qui devaient servir tant aux usages domestiques qu'à la défense. Une troisième tour de moindre grosseur, distante, comme les précédentes, d'environ cinq mètres du donjon, s'élevait au sud-est. Ces tours devaient être munies chacune de trois meurtrières.

## Pour approfondir